# Dolmen del Pujolet
El Dolmen del Pujolet és un dolmen del terme comunal d'Èguet, de l'Alta Cerdanya, a la Catalunya del Nord.
Està situat a 1.649,9 m alt a ran mateix del poble, al costat de llevant de la carretera D - 10f, la Ruta de Cerdanya, a ponent de la partida del Pujolet.